# Llangedwyn
Llangedwyn est un village et une communauté du Powys, au pays de Galles.

## Géographie
Llangedwyn est situé dans le nord-est du Powys, dans le comté historique du Montgomeryshire, à 8 km au nord-est de la petite ville de Llanfyllin. Oswestry se trouve à une douzaine de kilomètres au nord-est, de l'autre côté de la frontière anglo-galloise.
La communauté de Llangedwyn comprend aussi le hameau de Llannerch Emrys (cy).

## Démographie
Au recensement de 2011, la communauté de Llangedwyn comptait 402 habitants.